# Little Horkesley
Little Horkesley – wieś w Anglii, w hrabstwie Essex, w dystrykcie Colchester. Leży 36 km na północny wschód od miasta Chelmsford i 84 km na północny wschód od Londynu.